# Condat (Alta Viena)
Condat (en francès Condat-sur-Vienne) és un municipi francès situat al departament de l'Alta Viena i a la regió de la Nova Aquitània.

## Demografia
| 1962                                       | 1968  | 1975  | 1982  | 1990  | 1999  | 2006  | 2007  | 2008  |
| ------------------------------------------ | ----- | ----- | ----- | ----- | ----- | ----- | ----- | ----- |
| 1.198                                      | 1.458 | 2.108 | 3.509 | 4.090 | 4.249 | 4.544 | 4.667 | 4.677 |
| Des de 1962: població sense dobles comptes |       |       |       |       |       |       |       |       |

## Administració
| Període | Identitat    | Partit |
| ------- | ------------ | ------ |
| 2001-   | Bruno Genest |        |

## Agermanaments
- Forstfeld
- Cilavegna